# 韋厄拉 (密蘇里州)
韋厄拉（英語：Viola）是位於美國密蘇里州巴里縣及斯通縣的非建制地區。

## 歷史
韋厄拉的郵局於1893年設立，其後於1974年停運。

## 地理
韋厄拉所處的海拔為高於海平面349米（即1145英呎），而該地所採用的時區為UTC-6，即北美中部時區（CST）。同時該地設有夏令時間，為UTC-6調快一小時，即UTC-5（CDT）。